# Симоненко, Пётр Николаевич
Пётр Никола́евич Симоне́нко (укр. Петро Миколайович Симоненко; род. 1 августа 1952, Сталино, Сталинская область, Украинская ССР, СССР) — советский и украинский государственный и политический деятель. Первый секретарь Центрального комитета Коммунистической партии Украины (1993–2022), руководитель фракции КПУ в Верховной раде II—VII созывов, член Комитета ВР по вопросам правовой политики (VII созыва). Кандидат на пост президента Украины (1999, 2004, 2010, 2014).

## Биография
Родился 1 августа 1952 года в городе Сталино Сталинской области Украинской ССР в семье тракториста Николая Ионовича Симоненко (укр. Микола Іонович Симоненко) и санитарки Марии Ивановны Симоненко (укр. Марія Іванівна Симоненко).
В 1969 году поступил и в 1974 году окончил Донецкий политехнический институт, инженер-электромеханик. После окончания института год работал конструктором в институте «Донгипроуглемаш».
В 1975—1980 годах занимал должности инструктора, заведующего отделом и второго секретаря Донецкого городского комитета ленинского коммунистического союза молодёжи (ЛКСМУ), в 1980 году стал секретарём Донецкого областного комитета ЛКСМУ.
С 1978 года — член КПСС.
С 1982 по 1988 год секретарь Центрального комитета ленинского коммунистического союза молодёжи Украины (ЛКСМУ), затем — на партийной работе: в 1988 году стал секретарём Ждановского городского комитета КПУ, уже в 1989 году его перевели в Донецкий областной комитет КПУ, где он был назначен секретарём по идеологической работе, вскоре был назначен вторым секретарём Донецкого обкома КПУ.
В 1991 году окончил Киевский институт политологии и социального управления по специальности «политолог». После запрета коммунистической партии два года работал заместителем генерального директора корпорации «Укруглемаш». С декабря 1991 по декабрь 1993 года занимал должность заместителя генерального директора корпорации «Укруглепром».
В октябре 1992 года Симоненко возглавил неофициальную инициативную группу по созданию КПУ — организационный комитет по подготовке Всеукраинской конференции коммунистов. В группу, созданную в конце 1991 года — начале 1992 года, вошли несколько бывших первых секретарей украинских обкомов и действовавших депутатов Верховной Рады, которых поддержал ряд известных промышленников. После того как последний первый секретарь ЦК КПУ Станислав Гуренко и бывший первый секретарь Крымского республиканского комитета КПУ Леонид Грач отказались встать во главе инициативной группы, на это решился Симоненко. К весне 1993 года была воссоздана сеть региональных организаций компартии, Симоненко занял должность первого секретаря Донецкого обкома.
6 марта 1993 года председатель оргкомитета по возрождению Компартии Симоненко в обстановке строгой секретности провёл в городе Макеевка Донецкой области Всеукраинскую конференцию коммунистов. В конференции приняли участие 318 делегатов из Киева, республики Крым и 23 областей Украины. 14 мая 1993 года президиум Верховной Рады разрешил гражданам Украины создавать коммунистические партийные организации.
19 июня 1993 года в Донецке прошёл второй этап Всеукраинской конференции коммунистов, более известный как учредительный съезд КПУ, на котором более пятисот делегатов избрали Симоненко первым секретарем ЦК КПУ.
С марта 1994 по ноябрь 2014 года — народный депутат Украины, руководитель фракции КПУ в Верховной Раде Украины.

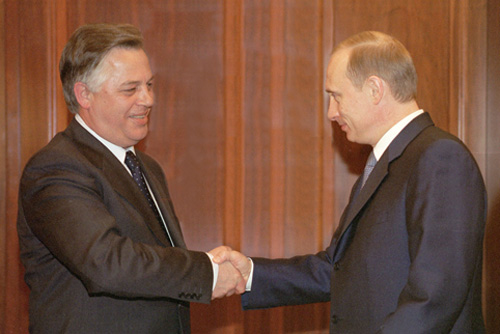
Пётр Симоненко и Владимир Путин (Москва, 2002)

Первый раз был избран депутатом в 1994 году — победив в Красноармейском избирательном округе Донецкой области, при поддержке Компартии прошло около ста депутатов, Симоненко избран лидером фракции и членом Комитета ВР по вопросам культуры и духовности. В 1994—1996 годах был членом Конституционной комиссии. КПУ выступила против Конституционного договора и Конституции Украины принятых в 1995 и 1996 годах. В апреле 1998 года Симоненко был переизбран депутатом Верховной Рады. КПУ во главе с Симоненко набрала 24,65 % голосов и провела 84 человека по партийным спискам и 30 человек по одномандатным округам, что позволило КПУ сформировать самую многочисленную фракцию, которую вновь возглавил Симоненко, в том же году он дважды баллотировался на должность главы Верховной Рады, но оба раза за него проголосовало недостаточное количество депутатов (дважды 221). В марте 2002 года снова избран депутатом Верховной Рады, КПУ набрала 20 % голосов и получила 59 депутатских мандатов, а также 6 человек одержали победу в одномандатных округах. В марте 2006 года снова был переизбран.
В июне 2003 года УПЦ-МП наградила его орденом равноапостольного князя Владимира, в августе 2012 года награждён Орденом Дружбы Указом Президента России Владимира Путина.
За многие годы активной политической деятельности Пётр Симоненко стал известным государственным и политическим деятелем. Он — член постоянной делегации Парламентской ассамблеи Совета Европы, заместитель председателя Союза коммунистических партий (СКП-КПСС).
После начала вторжения России на Украину в 2022 году бежал в Россию через Беларусь. В январе 2024 года СБУ объявила его в розыск.

## Участие в выборах
В 1999, 2004 и 2010 годах участвовал в выборах президента Украины.
- В 1999 году в первом туре выборов набрал 22,24 % и вслед за действующим президентом Украины Кучмой Леонидом Даниловичем (36.49 %) вышел во второй тур. Во втором туре набрал 37,80 % против 56,25 %.
- В 2004 году набрал 4,97 % и в итоге занял четвёртое место (после Виктора Ющенко, Виктора Януковича и Александра Мороза).
- В 2009 году стал инициатором создания «Блока Левых и Левоцентристских Сил» Украины. В него вошли Компартия Украины, партия «Союз левых Сил», партия «Справедливость», Социал-демократическая партия Украины объединённая — СДПУ(о). Единогласно избран лидером самого Блока. В 2010 году был выдвинут «Блоком Левых и Левоцентристских Сил» единым кандидатом на президентских выборах на Украине. На выборах в 2010 году набрал 3,53 % и занял шестое место (после Виктора Януковича, Юлии Тимошенко, Сергея Тигипко, Арсения Яценюка и Виктора Ющенко).
- 25 марта 2014 года состоялся 47-й внеочередной съезд КПУ, главным итогом съезда стало выдвижение кандидатуры лидера КПУ Петра Симоненко на пост Президента Украины. В ходе голосования данную инициативу поддержали 203 коммуниста, 23 члена партии воздержались, 2 — были против[14]. 16 мая Пётр Симоненко заявил о снятии своей кандидатуры с выборов в связи с политическим кризисом в стране[15]. Однако Центризбирком Украины заявил, что не может принять его отказ от участия в выборах, так как подать заявление об отказе от участия в выборах можно было лишь до 1 мая[16]. Набрал 1,53 % голосов.
- 1 декабря 2018 года пленум Центрального Комитета и Центральной Контрольной Комиссии Коммунистической Партии Украины выдвинул Симоненко кандидатом в президенты. Одобрен также проект предвыборной программы кандидата в Президенты от Коммунистической партии Украины «Мир — Донбассу! Война — коррупции! Украина — народу!». 2 февраля 2019 года Центральная избирательная комиссия, сославшись на закон «Об осуждении коммунистического и национал-социалистического (нацистского) тоталитарных режимов на Украине и запрет пропаганды их символики», объявила об отказе Симоненко в регистрации[17][18][19].

## Политическая позиция

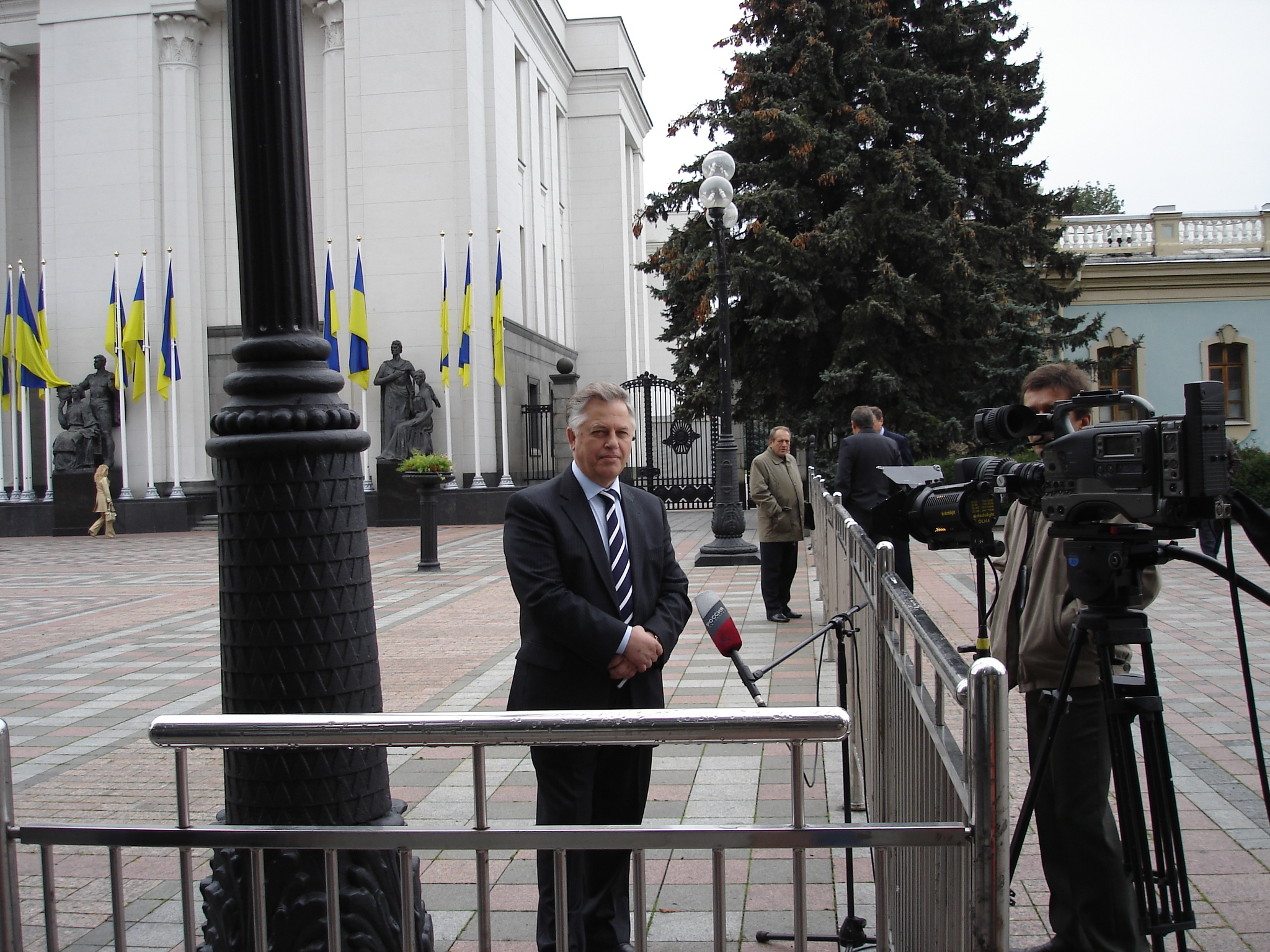
Симоненко даёт интервью телеканалу «Россия» у здания Верховной рады Украины. 25 сентября 2008 года

Выступает за национализацию стратегических предприятий, введение государственной монополии на производство ликеро-водочных изделий, бесплатное здравоохранение и образование, вступление Украины в Таможенный союз, отмену пенсионной реформы.
Известно его высказывание о том, что «к Сталину следует относиться с уважением».

### Позиция по голоду на Украине
Комментируя в 2007 году тему голода на Украине в 1933 году, Симоненко сказал, что он «не верит в любой преднамеренный голод для всех», и обвинил президента Виктора Ющенко в «использовании голода для разжигания ненависти».

### Языковая политика
В 2010 Симоненко выступил в роли соавтора законопроекта «О языках» № 1015-3, последовательно выступает за предоставление русскому языку статуса государственного.

### Отношение к современной национальной символике Украины
Пётр Симоненко заявляет, что государство не может существовать под символом, «с которым встречали Гитлера во время войны и под которым убивали невинных людей».

### Отношение к депортации крымских татар
По словам Симоненко, во время Второй мировой войны 20 тысяч крымских татар перешли на сторону нацистов.
«Они в один день перешли на сторону Гитлера и присягнули, чтобы воевать на стороне Гитлера. Именно эти представители способствовали тому, что были сданы и преданы все закладки для организации партизанского движения в Крыму», — заявил он, добавив, что татары «охраняли концентрационные лагеря».
«Именно для спасения крымско-татарского народа была применена мера вывоза с территории Крыма. Почему? Потому что эти злодеяния обязательно привели бы к состоянию гражданской войны».

### Отношение к ПЦУ
В мае 2021 года в эфире украинского «Наш 365» заявил, что созданная Православная церковь Украины раскалывает страну, назвав раскольниками представителей ПЦУ.

## Судебное разбирательство по делу Шухевича
В 2007 году Пётр Симоненко с трибуны Верховной рады сделал заявление о том, что Гитлер вручил Роману Шухевичу два «Железных креста».
Дети Романа Шухевича подали иск в Печерский районный суд Киева. Во время судебного разбирательства ни Симоненко, ни его представители не смогли привести никаких доказательств того, что такое событие действительно было.
14 января 2010 года суд удовлетворил иск и постановил: «Обязать Симоненко Петра Николаевича на ближайшем с момента вступления в законную силу решения суда пленарном заседании Верховной Рады Украины опровергнуть распространенную им недостоверную информацию о Романе Шухевиче». Также суд приговорил Симоненко выплатить детям Шухевича 14,5 грн. По состоянию на 2013 год, Петр Симоненко не выполнил решение суда.
В 2011 году Симоненко одобрительно прокомментировал решение суда о лишении Шухевича звания Героя Украины.

## Политический кризис в стране (2013—2014)

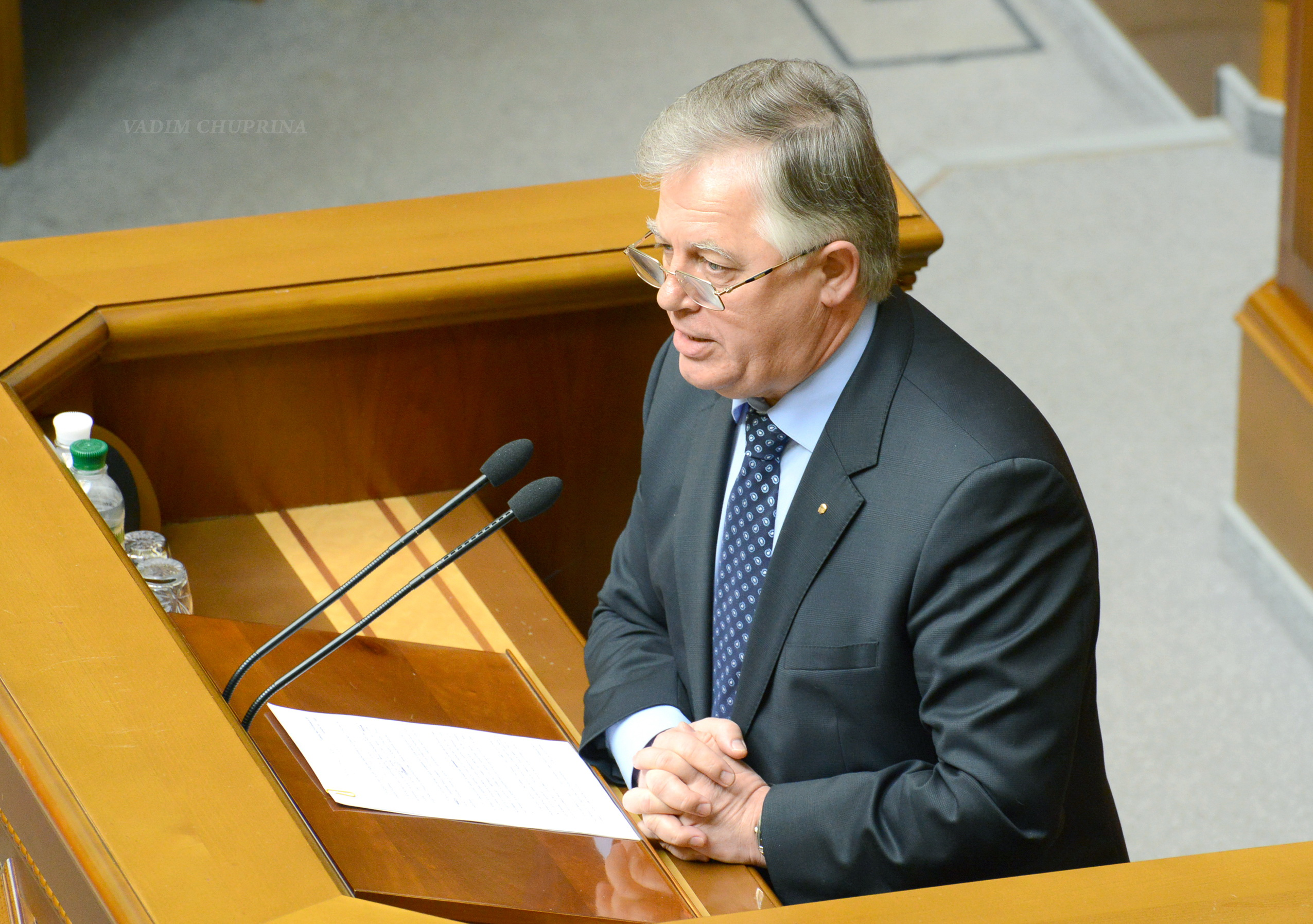
Пётр Симоненко в Верховной Раде Украины

После совершившейся смены власти в феврале и формирования нового большинства в Верховной раде дом Симоненко был захвачен штурмом. Он сообщил, никто из его семьи не пострадал, и отметил «Но помните: закончат с нами — придут к вам» (пересказ на иной лад знаменитой фразы Мартина Нимёллера). После погрома дом был подожжён.
В ходе согласительного совета 12 мая Пётр Симоненко заявил, что 9 мая в Мариуполе произошёл расстрел мирных граждан. «В Мариуполе был расстрел мирных граждан, массовые убийства, реальное число погибших скрывается. И погибших, прежде всего среди местного населения. Ни одного слова правды нет, потому что расстреливалось мирная демонстрация 9-го мая. И это показательно сделала нынешняя власть […] Кровь на ваших руках сегодня. Вы террористами объявили семь миллионов населения».
В 2023 году Симоненко в интервью «Минской правде» заявил, что с 2014 года против него возбудили пять уголовных дел, а суммарное время его допросов в СБУ с его участием составило 11 часов.

## Уголовный процесс
15 августа 2014 года председатель Коммунистической партии Украины Пётр Симоненко заявил, что Генпрокуратура открыла уголовное производство против него по подозрению в сепаратизме. Сам Симоненко утверждает, что его выступления в Раде «специально искажаются» и сфабрикованы против него, а отдельные фразы вырываются из контекста.
В Генпрокуратуре подтвердили, что Симоненко стал фигурантом уголовного дела в связи с «призывами в эфире ряда телеканалов к свержению конституционного строя и пропагандой агрессии».
Уголовное производство было открыто ещё 17 июля по заявлению народного депутата фракции «Свобода» Игоря Мирошниченко.

## Семья и личная жизнь
Пётр Симоненко был женат дважды. В 1974—2009 годах был женат на Светлане Владимировне Симоненко (род. 1952), от которой — сыновья Андрей (род. 1974, женат на дочери Екатерины Ващук) и Константин (род. 1977), а также двое внуков — Владимир и Елизавета.
В 2009 году Симоненко женился на журналистке, руководителе информационного агентства Голос UA Оксане Николаевне Ващенко (род. 8 июня 1978; Прилуки). У пары родилась дочь Мария (2009) и сын Иван (2010). В ноябре 2015 года родился ещё один сын, названный Тимофеем.
Своим увлечением называет шахматы. Себя характеризует как атеиста, хотя при этом принял православное крещение.
Отец — Николай Ионович Симоненко (укр. Микола Іонович Симоненко).
Мать — Мария Ивановна Симоненко (урожд. Зуб) (укр. Марія Іванівна Симоненко).

## Награды
- Орден Дружбы (1 августа 2012 года, Россия) — за большой вклад в развитие и укрепление дружбы и сотрудничества с Российской Федерацией[39].
- Орден «Содружество» (30 мая 2007 года, Межпарламентская ассамблея СНГ) — за активное участие в деятельности Межпарламентской Ассамблеи и её органов, вклад в укрепление дружбы между народами государств — участников Содружества[40].
- Орден святого равноапостольного великого князя Владимира I степени (Русская православная церковь).